# Zoraida lusca
Zoraida lusca är en insektsart som beskrevs av Yang och Wu 1993. Zoraida lusca ingår i släktet Zoraida och familjen Derbidae. Inga underarter finns listade i Catalogue of Life.